# نظرية المثل

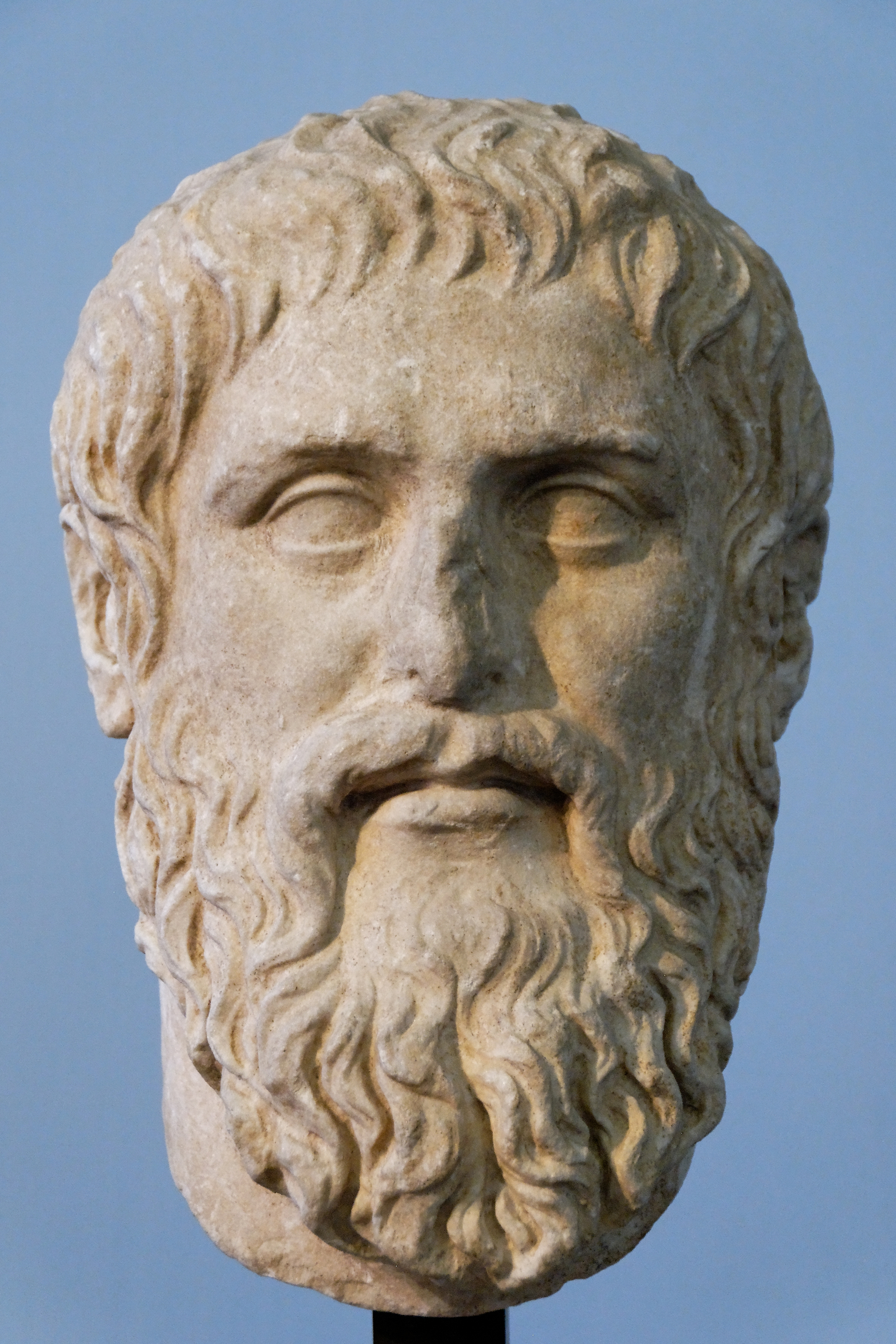
أفلاطون

نظرية المُثُل نظرية أتى بها الفيلسوف أفلاطون، ويعني بها عالم ما قبل العالم الحسي أو المادي، يكون فيه الإنسان على علم بجميع العلوم والخفايا، وعند ذهابه إلى العالم الحسي (أي حينما يولد) يكون قد نسي كل هذه العلوم، وما عليه إلا أن يتذكرها في العالم الحسي.
"ويعود أصل (فكرة المثل) أو نظرية المثل عند أفلاطون إلى عملية التمييز بين الحقيقة والمظاهر أو الشيء الظاهر، وقد بدأ الجدال في هذا الموضوع في البداية على يد بارمنيدس ثم فيثاغورس.
ويعتقد أفلاطون ان العالم الذي نلمسه، ونختبره من خلال الحواس هو عالم غير حقيقي، بل هو عالم مشابه أو مستنسخ من العالم الحقيقي بصورة غير كاملة.
وحسب رأيه ففي هذا العالم تتغير الأشياء، تأتي وتذهب، تبرد وتسخن، لذلك هو عالم الاخطاء الكثيرة.
لكنه يرى أن هناك عالم حقيقي توجد فيه كل الاشياء الحقيقية التي تتصف بالكمال ولها مثيلاتها المشابهة لها أو المستنسخة منها في عالمنا المحسوس.
ودعى افلاطون هذا العالم عالم الحقيقية أو الصحيح.
هذا العالم مستقل من كل شيء وغير مـتأثر بالتغيرات التي تحصل للعالم الذي نختبره عن طريق الحواس.
وتجعل الفلسفة الأفلاطونية عالمنا التجريبي والمحسوس تابعا لعالم الأفكار أو المثل، وبالفعل ففيما وراء العالم المحسوس والمتغير والخاضع للصيرورة والفساد هنالك وجود لحقائق ثابتة، وهي موضوعات الفكر الخالص، بل هي نماذج الأشياء ذاتها، إنها الأفكار أو المثل.
وتتميز هذه المثل (الماهيات) بكونها غير مدركة رغم كونها أكثر واقعية من الموضوعات الحسية، وهي التي تؤسس معقوليتها وتعطيها مشروعية.
وهو ما يشير إلى وجود ثنائية جوهرية في الفلسفة الأفلاطونية، وهي ثنائية الدال والمدلول، والمقصود بالدال هنا هو هذا العالم المادي المحسوس، والمدلول هو العالم المثالي المحتجب عن الرؤية
وبسبب هذا الحجب فإن الفلسفة الأفلاطونية «تحتقر الحواس لحد كبير» كوسيلة للمعرفة، وتقول إن الإنسان يمكن أن يصل إلى المعرفة من خلال تجاوز الحواس والمادة، بالرجوع للعقل والتأمل بالإضافة للحواس، وأنه إذا تم الوصول للمعرفة فإنه يمكن أن تكون متداولة بين البشر من خلال اللغة.
العالم المادي:
يقول افلاطون ان عالم المادة يحكمه قانون اخر في الكون، هذا العالم الذي ليس فيه أي شيء من عالم الكمال أو المثل الذي تكلمنا عنه الآن.أي انه عالم المادة الأولية الذي صورت فيه أو بصمت عليه افكار عالم المثل.
يقول لنفكر في عمل النحات، لنفرض انه لديه فكرة في صنع تمثال معين من مادة الرخام، لنقل الآن ان الفكرة هي (صورة التمثال) وهي مستقلة عن كل أنواع الرخام أو المادة الأولية الموجود في الكون، لكن بالنسبة للرخام (أي المادة الأولية) هناك حالة ضرورية (قانون طبيعي حسب رأي افلاطون) تتطلب أو تتصارع في وجدها من اجل ان تكون مدركة أو معروفة للاخرين عن طريق الحواس. لذلك النحات أخذ قطعة من الرخام ونحت عليها صورة التمثال الذي يرغبها.
اذن الرخام كمادة اولية انطبعت عليها فكرة التمثال، بدون فكرة النحات لم يكن هناك أي احتمال ان يُكون الرخام هذا التمثال بذاته، لكن النحات يستطيع عمل عدة أنواع من التماثيل من نفس الفكرة دون أن تتأثر بها الفكرة الاصلية.
اذن عالمنا ليس عالم حقيقي لكنه عالم مبصومة أو مطبوعة عليها فكرة الحقيقة. لذلك يقول افلاطون ان معرفتنا عن الحقيقة هي كمعرفة الجالسين في الكهف امام النار ويرون ظلال اشخاص يمرون من خلفهم على جدار الكهف، لذلك العالم المادي هو غير كامل، بل هو عالم الاخطاء، عالم النقص.ولا يعود نقصه إلى عالم المثل أو الحقيقي.